# Украинский генеральный военный комитет
«Украинский генеральный военный комитет» (укр. Український генеральний військовий комітет, УГВК) — высшая военная организация Украины в мае — ноябре 1917 года.
УГВК был образован в мае 1917 года на I Всеукраинском военном съезде для координации украинского военного движения, а также распространения украинизации военных частей российской армии и флота. Делегаты УГВК постановили, что этот орган подчиняется Центральной раде и не признаёт над собой власть временного правительства и общероссийского военного командования.

## Состав комитета
- Владимир Винниченко
- Симон Петлюра
- генерал-майор Михаил Иванив
- полковник Иван Луценко
- полковник Александр Пилькевич
- полковник Виктор Павленко
- подполковник Юрий Капкан
- подполковник Виктор Поплавко
- поручик Арсений Чернявский[укр.]
- поручик Николай Михновский
- хорунжий Аполон Певный[укр.]
- хорунжий Василий Потишко[укр.]
- хорунжий Михаил Полоз
- хорунжий Фёдор Селецкий[укр.]
- военный служащий И. Горемыка-Крупчинский
- солдаты С. Граждан и Дмитрий Ровинский
- матрос Семён Писменный[укр.].

В июне 1917 года в состав УКВК были включены:
- генерал-майор Лука Кондратович
- полковник Александр Жуковский
- подполковник Василий Матяшевич
- подполковник Александр Сливинский
- сотник Спиридон Билецкий[укр.]
- сотник Юрий Глебовский[укр.]
- поручик Владимир Кедровский
- поручик М. Левицький
- поручик Пётр Скрепчинский[укр.]
- солдат С. Колос.

Председателем комитета был избран Симон Петлюра, заместителем председателя — Владимир Кедровский, секретарём — С. Колос.
Руководящим органом комитета был президиум, в состав которой входило пять членов.
УГВК делился на отделы:
- агитационно-образовательный и организационный, с редакционно-издательским подотделом (руководитель — Дмитрий Ровинский)
- инспекторский (руководитель — Ивано)
- мобилизационный и военной коммуникации (руководитель — Владимир Кедровский)
- военно-инженерный (руководитель — Николай Шумицкий[укр.])
- санитарно-медицинский (руководитель — Дмитрий Одрина)
- юрисконсультський (руководитель — М. Левицкий)
- отдел подготовки (руководитель — В. Поплавко)
- канцелярия (руководитель — С. Колос)
- комендатура комитета и организация Вольного Казачества (руководитель — А. Певный)
- комиссия специальных служб (руководитель — Лука Кондратович).

После провозглашения Центральной радой III Универсала комитет был реорганизован в Генеральный секретариат Центральной рады. Генеральным секретарём был назначен Симон Петлюра, его заместителем — Владимир Кедровский.
В ноябре 1917 года был создан Украинский генеральный военный штаб. В январе 1918 года Генеральный секретариат был преобразован в министерство военных дел.